# Hylomyscus
Hylomyscus é um género de roedor da família Muridae.

## Espécies
- Hylomyscus aeta (Thomas, 1911)
- Hylomyscus alleni (Waterhouse, 1838)
- Hylomyscus arcimontensis Carleton & Stanley, 2005
- Hylomyscus baeri Heim de Balsac & Aellen, 1965
- Hylomyscus carillus (Thomas, 1904)
- Hylomyscus denniae (Thomas, 1906)
- Hylomyscus grandis Eisentraut, 1969
- Hylomyscus parvus Brosset, Dubost & Heim de Balsac, 1965
- Hylomyscus stella (Thomas, 1911)